# Ehrentreich Friedrich von Aschersleben
Ehrentreich Friedrich von Aschersleben (* 1707; † November 1761 in Wittenberg) war ein königlich-preußischer Generalmajor.

## Leben
Er war der Sohn von Martin Sigmund von Aschersleben und dessen Frau Margarethe Hedwig von Klützow aus dem Hause Dedelow.
Er diente zunächst im Regiment Gensdarmes, von hier wurde er in das Kürassier-Regiment Nr. 12 (Kyaw) versetzt. Dort wurde er am 22. Mai 1744 Major. Am 27. Juni 1751 wurde er Oberstleutnant und 1754 übernahm er das Dragoner-Regiment Nr. 10 (Finck). Am 13. Juni 1755 wurde er zum Oberst befördert, am 30. August 1758 zum Generalmajor. Am 18. September 1758 wurde er Kommandeur des Kürassier-Regiments Nr. 5, dem er bis zu seinem Tod vorstand. Er wurde dort Nachfolger von Hans Sigismund von Zieten, der kurz vorher bei Zorndorf gefallen war.
Er war an allen Feldzügen Friedrichs II. beteiligt. Er wurde im Mai 1742 bei Chotusitz schwer verwundet, kämpfte aber 1745 wieder in Hohenfriedberg. Im Siebenjährigen Krieg kämpfte er in Groß-Jägersdorf, Krefeld und Torgau. 1759 gehörte er zunächst der Armee des Prinzen Heinrich in Thüringen, dann der Armee des Generalleutnants Johann Dietrich von Hülsen in Böhmen an und kämpfte noch in Kunersdorf.